# 国連支援交流協会
特定非営利活動法人 国連支援交流協会は、国際交流の企画・運営事業、国際会議企画・運営・開催事業、講演会・シンポジューム企画・運営・開催事業、開発途上国支援事業、災害救急事業を主とする東京都港区に本部を置くNPO法人。本記事ではFSUNの概要、ならびにその沿革についても説明する。

## 概要
特定非営利活動法人 国連支援交流協会は、1988年11月に米国ニューヨークで設立された財団法人 Foundation for the Support of the United Nations Inc.（通称 FSUN(エフサン)）に端を発する組織。
当時1988年頃の日本では、国連の情報は外務省を通じてかなり遅れて入ってくる状況だった。また国連が資金難で、国連事務総長（当時）のハビエル・ペレス・デ・クエヤル氏から直々に「国連を支援するNGOを創ってほしい」と依頼されたことをきっかけに設立の運びとなった。
設立にあたっては、日本では法制度面において米国よりはるかに高額な資金が必要だったことや、特定の省庁に紐づいた形になりNGOではなくなってしまうことを避けるためもあり、日本でなく米国ニューヨークで財団法人登記をすることとなった。
創設者は元米国国連大使リチャード・ウィルソン・ペトリー、国連事務次長（当時）明石康、衆議院議員（当時）渡部一郎の3名で、初代理事長にアシックス創業者の鬼塚喜八郎が就任した。鬼塚氏はスポーツ文化の普及において世界各国に知られる存在であったことなどから選任された。
世界国会議員会議、学生模擬国連などの開催や、カンボジアをはじめ途上国支援など数多くの活動実績を上げ、1996年には国連の ECOSOC（国際連合経済社会理事会）に「総合諮問資格」を有するNGO（旧カテゴリー1）に認定された。その後も精力的に活動を続ける中、1998年12月に日本で特定非営利活動促進法（通称NPO法）が施行されたことを受け、活動主体となっている日本で法人設立を求める機運が高まり、1999年9月、内閣府認証のNPOとして特定非営利活動法人国連支援交流協会を設立した。
国連支援交流協会は、FSUNニューヨーク本部の日本国内唯⼀のパートナー団体である。
現在では、FSUNの理念に賛同し、各国に支部が誕生している。
英文名称・略称は変わらずFoundation for the Support of the United Nations Inc. であり、米国国連支援財団の流れをくむ唯一の公式パートナーとして現在に至る。

## 沿革
- 1988年11月：国連支援交流財団(FSUN)アメリカ法人として設立登録。米国元国連大使リチャード・ウィルソン・ペトリー氏、国連事務次長明石康氏、衆議院議員渡部一郎氏の3名が創立者。初代理事長に鬼塚喜八郎氏(アシックス創業者)が就任。世界学生模擬国連会議の支援を中心に事業を開始。
- 1989年7月：ニューヨーク州から免税認可される。
- 1990年2月：アメリカ連邦政府より免税認可される。
- 1990年8月：東京・帝国ホテルにて発足式。国連支援のための募金活動を開始。
- 1990年9月：米国国連協会会長と懇談。[誰?]
- 1991年1月：NGO(非政府組織)の認定を国連本部に申請。
- 1991年5月：意見広告 日本経済新聞に財団の意見広告掲載を開始。
- 1991年7月：日本青年館で開催された東京国際模擬国連大会に財団として助成金を交付。
- 1991年8月：国連ピースメッセンジャー都市会議(横浜市)を後援。ニューヨーク国連本部研修視察団ツアーを実施。
- 1991年9月：PKOの父といわれるブライアン・アークハート(国連事務次長)の講演会開催。
- 1992年1月：国連支援のための第1回世界国会議員会議(東京)を開催。世界14カ国と6つの国際機関の代表73名が参加。
- 1992年3月：国連本部研修ツアーを実施。
- 1992年8月：カンボジア支援の本格化。事前調査のために担当理事たちがカンボジアを訪問(8月、10月、11月、12月の4回)。
  - 国連ジュネーヴ本部へ研修ツアーを実施。
- 1993年1月：国連大学のシンポジウム「国連強化―平和と環境」で渡部常任顧問が基調講演。
  - 再生カンボジア支援のための訪問団(第1次)が出発。
- 1993年2月：カンボジアに完成した財団寄贈第1号校舎の贈呈式(第2次訪問団)。
- 1993年3月：再生カンボジア交流(第3次訪問団)、プレクポーに灌漑用水路を建設。
- 1993年5月：ニューヨーク国連本部研修ツアーを実施。
- 1993年7月：新生カンボジアに財団寄贈第2号の校舎が完成、贈呈式。
- 1993年10月：ヨーロッパ国連本部研修ツアーを実施。
- 1994年2月：カンボジアで財団寄贈の義足工場、リハビリテーションセンター完工式。
- 1994年8月：新生カンボジアへ財団寄贈の校舎の贈呈式(コンポンチャム州スダウルー小学校)。
- 1994年9月：ブトロス・ガリ・スカラシップ・ファンド第1回授与式。帝国ホテルにて約500人参加。
- 1994年11月：ローマ国連機関へ研修。
- 1995年1月：阪神・淡路大震災救援センターを設置。
- 1995年3月：ニューヨーク・ヨーロッパ国連本部研修を実施。
- 1995年9月：第4回世界女性会議(北京)へ派遣。「対人地雷に関する禁止提言」を提出。
  - 第2回世界国会議員会議(岐阜)を開催。
  - 第2回ブトロス・ガリ・アワード授与式(国連大学)。
- 1996年3月：ニューヨーク国連本部へ研修。
- 1996年5月：国連NGO審査委員会で経済社会理事会の「全般的協議的地位を有する非政府機関」の正式名称でNGO(カテゴリーⅠ)に認定。
- 1996年7月：渡部常任顧問らニューヨークでガリ事務総長と会談。カンボジア プノンペンに女性自立センター(2階建て16室)完成。
- 1996年9月：中国西安市で開かれた義足協会大会に渡部常任顧問らが出席、および陝西省第4軍医大のセミナーで講演。
- 1997年2月：ヨハン・ガルトゥング博士のシンポジウム共催(ピース大阪)。FSUN賢人会議開催(東京)。
  - カンボジアに中古バス寄贈(神戸港より)。
- 1997年4月：ニューヨーク事務所を開設。
- 1997年6月：FSUN憲章を常任理事会で承認。
- 1997年7月：カンボジア政府に停戦申し入れ。
- 1997年8月：ペルー日本大使館の人質事件における、国際赤十字の人道的援助に関し、FSUN金メダルを贈呈。
- 1997年9月：国際赤十字から感謝レターを受領。
- 1997年11月：各地の大学・高校の文化祭でFSUNの対人地雷反対パネルを使用。
  - 国連職員合唱団公演を開催。
  - トンガのマサソ大臣がFSUNを表敬訪問。
- 1997年12月：ヨハン・ガルトゥング博士の講演「日本はアジアの平和にどう貢献するか」開催(FSUN主催)。
  - 第10回模擬国連会議を支援。
- 1998年2月：ハワイ・ヒルトン・ハワイアンビレッジにて第10回総会を開催。
  - ハワイ大学東西センターにて第3回世界国会議員会議を開催。
- 1998年3月：渡部顧問、国連本部で法眼健作国連広報局事務次長と懇談。
  - サン・プロジェクトチームがニューヨーク研修(安全保障理事会、人道局、広報局、人口基金等の職員より受講)。
- 1998年3月：国連本部研修ツアーを実施。
- 1998年4月：堀泰典が特別顧問に就任。
  - 法眼健作国連広報局事務次長にインタビュー「国連改革と広報局の役割」。
- 1998年5月：韓国のソガン大学でヨハン・ガルトゥング博士の平和講演会を金大中財団と共催。
  - ドリームバンク育英基金設立。
  - Ark支部がカンボジアに医薬品贈呈。
  - インド・パキスタンの核実験に抗議談話を発表。
- 1998年6月：対人地雷全面禁止を考えるシンポジウムを開催(カナダ大使館ホール)。
- 1998年7月：北京にて中日友好協会との共催で日中賢人会議を開催。
- 1998年9月：国連DPI/NGO会議に参加。コフィー・アナン国連事務総長にWPCⅢの議事録提出。国連広報局法眼事務次長に日本語通訳の増強を申し入れる。
- 1998年10月：渡部常任顧問、東京都内でコフィー・アナン国連事務総長と懇談。
- 1998年11月：創立10周年記念大会開催。国際貢献賞を海部俊樹総理、ヨハン・ガルトゥング博士、堀泰典博士ら3氏に贈呈。
  - 渡辺常任顧問らが中国の江沢民国家主席歓迎パーティに出席。
- 1999年3月：ニューヨーク国連本部へ研修。カンボジア支援カンボジア医療ボランティア派遣団(石川斉団長)が訪問し、医薬品を贈呈。
- 1999年5月：カンボジア支援。1995年4月に開校したアンペプノン小学校に、辞書、教材、文具、保健室の医薬品、Tシャツ等を贈呈。
- 1999年8月：FSUN憲章を決定。
- 1999年9月：NPO法人国連支援交流協会設立活動の支援団体が日本国内であったこと、また、日本国内で特定非営利活動促進法が施行されたこともあり、国連支援交流協会を設立し国連支援財団唯一の公式パートナーとした。
- 1999年11月：京都賢人会議開催。テーマは北朝鮮問題。出席者は、ヨハン・ガルトゥング博士(平和学)、西村文子(同博士婦人/通訳)、武者小路公秀フェリス女学院大学教授、高屋定国仏教大学教授、渡部一郎FSUN常任顧問、渡部通子FSUN常任顧問。
- 1999年12月：カリフォルニア州アーバイン市において、学生エッセイ大会および講演会(講師：アルン・ガンジー氏、テーマ：祖父・マハトマ・ガンディーの非暴力精神)。
- 2000年6月：国連特別総会「女性2000年会議」に参加(ニューヨーク)。
- 2000年9月：中日女性シンポジウムに参加。教育、高齢者問題、環境保全、雇用政策決定、平和の6分科会で討議。
- 2000年10月：苫小牧駒沢大学学園祭「第3回国際フェスティバル」の「留学生日本語スピーチコンクール」に国際貢献賞を協賛。
- 2001年1月：カンボジア支援プレッツィ・ア小学校を贈呈。親善大使としてサッカー元日本代表北沢豪選手がサッカーボールやユニフォームを贈呈。
  - 「女性・こども・命・未来」を守る会発足。
- 2001年2月：第1回たばこと健康シンポジウム開催(東京商工会議所ホール)。
- 2001年3月：ニューヨーク国連本部へ研修。
  - カンボジア支援 カンボジア オランペック・スタジアム州で病院・義足センター等を視察。
  - 第2回たばこと健康シンポジウム開催(横浜健康福祉総合センターホール)。
  - 第3回たばこと健康シンポジウム開催(千葉市民会館)。
- 2001年5月：WHO第14回世界禁煙デー特別記念講演会開催(FSUNとCan Do Harajukuによる共催)。ジェフリー・ワイガンド博士による特別講演。
- 2001年6月：チャリティ・FSUNアクアピース・グアムマラソン2001を開催。
  - 第4回たばこと健康シンポジウム開催(広島)。
- 2001年7月：第5回たばこと健康シンポジウム開催(北海道)。
- 2001年10月：第6回たばこと健康シンポジウム開催(徳島)。
- 2001年12月：FSUN主催講演会「上越・国連・そして21世紀へ！」開催。
  - FSUNチャリティコンサート＆オークション開催。
- 2002年2月：第7回たばこと健康シンポジウム開催(鹿児島)。
- 2002年3月：第4回世界国会議員会議・賢人会議を島根県松江市で開催。
- 2002年4月：ILOジェンダー特別アドバイザー駐日大使を迎えての講演会。
- 2002年9月：カンボジアで15校目となる小学校を建設、贈呈。
- 2003年7月：FSUN内蒙古支部が中心となり、日本語弁論大会を内蒙古で開催。
- 2003年10月：苫小牧にて禁煙推進講演会を開催。
- 2003年11月：渡辺利夫拓殖大学学長(FSUN前理事長)による国際協力と開発に関する講演会。
- 2004年6～12月：カンボジア バタンバン州の農民に対し、有機肥料を贈呈して農業開発を支援。
- 2004年9月：禁煙推進講演会 医師会・マスコミと共催で禁煙講演会を開催。
- 2004年12月：ODA50周年記念講演会を唐津で開催。渡辺利夫理事長が講演。
- 2005年6月：福岡西方沖地震支援活動により『万が一メール』開発。
- 2005年7月：第1回国際理解教育セミナーを福岡で開催。中国内蒙古留学生支援、学術交流。
- 2005年12月：第2回国際理解教育セミナーを広島で開催。
- 2006年6月：第3回国際理解教育セミナーを兵庫で開催。
  - 能登半島地震救援活動および『万が一メール』事業。
- 2006年10月：食育普及事業の一環として、半年間にわたり産経新聞に「食の伝承」というテーマで専門家の方々の連載。
- 2006年11月：第4回国際理解教育セミナーを大分で開催。
- 2007年2月：第5回国際理解教育セミナーを佐賀で開催。
- 2007年5月：在ホーチミン日本国総領事館の後援で、ベトナム・ホーチミン市において日本・ベトナム親善観光文化祭を開催。
- 2007年6月：中国広東省への日本語教師派遣事業(1年間)。
  - 第6回国際理解教育セミナーを鹿児島で開催。
- 2007年8月：日中サッカー交流事業。
- 2008年5月：中国内蒙古留学生支援、学術交流(東京)。
- 2008年6月：第7回国際理解教育セミナーを愛知・佐賀で開催。
- 2008年7月：四川大地震被災地被災者支援医療機関用太陽光パネルを贈呈。ミャンマーサイクロン被災者支援派遣員が現地の被災者に対して支援物資を配布(半年間)。
- 2009年1月：四川大地震復興支援活動
- 2009年3月：ハイチ震災復興支援活動
- 2009年6月：第8回国際理解教育セミナーを名古屋で開催
  - 第9回国際理解教育セミナーを東京で開催
- 2009年10月：日本・中国親善観光文化祭中国内蒙古フフホトにて開催
- 2010年1月：日本・中国親善交流事業 中国江西省徳興市の招聘により、静岡県と山梨県の自治体と交流
- 2011年1月：第10回国際理解教育セミナーを東京で開催
- 2011年3月：東日本大震災復興支援活動 宮城県気仙沼市を中心に開始
- 2016年12月：カンボジア・タケオ州に22校目となる小学校を建設
- 2018年6月：ミャンマー祭り2018に出展(東京・増上寺)
- 2018年7月：創立30周年記念式典を開催(横浜港クルージング・パーティー)
- 2019年5月：ミャンマー祭り2019に出展(東京・増上寺)
- 2019年7月：通常総会にて「SDGs推進宣言」を採択
  - SDGs「私の宣言」10万人推進プロジェクト2030を立ち上げる
  - 「名古屋からSDGsで世界をつなぐ！」に出展
- 2020年3月：コロナパンデミックにより活動自粛
- 2021年6月：一般社団法人SDGｓ大学と協働事業開始「SDGs企業研修プログラム」を開発
- 2021年7月：東京オリンピック2020 ケニアナショナルチームサポート
- 2022年6月：堀泰典氏が名誉顧問に就任
  - 堀元英氏が医療特別顧問に就任
- 2022年10月：カンボジア第1回現地視察団派遣
- 2023年6月：堀泰典氏が最高顧問に就任